# Rúben Furtado
Rúben Alexandre Soares Furtado (1º dicembre 2005) è un calciatore portoghese, attaccante del Braga.

## Carriera

### Club
Ha iniziato a giocare a calcio nel settore giovanile del Vitória Guimarães, per poi passare a quello del Braga il 29 luglio 2023. Promosso nella squadra B in vista della stagione 2024-2025, ha debuttato in Terceira Liga il 12 agosto nell'incontro pareggiato 0-0 contro la Trofense ed ha segnato il suo primo gol cinque giorni più tardi, contro l'Anadia.
Il 15 marzo 2025 ha fatto il suo esordio in prima squadra nella partita di Primeira Liga vinta 1-0 contro la Farense.

### Nazionale
Ha giocato nella nazionale portoghese Under-18.

## Statistiche

### Presenze e reti nei club
Statistiche aggiornate al 13 aprile 2025.
| Stagione        | Squadra         | Campionato      | Campionato | Campionato | Coppe nazionali | Coppe nazionali | Coppe nazionali | Coppe continentali | Coppe continentali | Coppe continentali | Altre coppe | Altre coppe | Altre coppe | Totale | Totale | Totale |
| Stagione        | Squadra         | Comp            | Pres       | Reti       | Comp            | Pres            | Reti            | Comp               | Pres               | Reti               | Comp        | Pres        | Reti        | Pres   | Reti   |        |
| --------------- | --------------- | --------------- | ---------- | ---------- | --------------- | --------------- | --------------- | ------------------ | ------------------ | ------------------ | ----------- | ----------- | ----------- | ------ | ------ | ------ |
| 2024-2025       | Braga B         | TL              | 23         | 4          | -               | -               | -               | -                  | -                  | -                  | -           | -           | -           | 23     | 4      |        |
| 2024-2025       | Braga           | PL              | 4          | 0          | CP+CdL          | 0               | 0               | UEL                | 0                  | 0                  | -           | -           | -           | 4      | 0      |        |
| Totale carriera | Totale carriera | Totale carriera | 27         | 4          |                 | 0               | 0               |                    | 0                  | 0                  |             | -           | -           | 27     | 4      |        |